# Osadníci z Katanu
Osadníci z Katanu, prodávaná i pod názvem Catan je moderní společenská hra, která se poprvé na trhu objevila v roce 1995. Její autor je Klaus Teuber.
Katan je název ostrova, na kterém se hra odehrává. Osadníci postupně osidlují tento ostrov, staví cesty a vesnice, než se jeden z nich stane pánem Katanu. Od prvního vydání hry již vzniklo mnoho variant a rozšíření.
Základní verze hry je určená pro 3-4 hráče ve věku od 10 let. Hrací plán je variabilní, takže ostrov může být pro každou novou hru vytvořen jinak. Strategicky se musí přemýšlet již od počátku hry, kdy si každý hráč založí svoji osadu, kterou bude nadále v průběhu hry rozšiřovat a vylepšovat. Cílem hry je stát se pánem Katanu (získat 10 bodů za postavené vesnice, města, cesty nebo za speciální kartičky). Na ostrově jsou zdroje surovin: vlna, dřevo, cihly, ruda, obilí. V průběhu hry hráči tyto suroviny získávané z vesnic mohou směňovat, aby se mohli rychleji dostat k vytouženému cíli.

## Pravidla (základní verze)

### Sestavení hracího plánu
Před začátkem hry se vytvoří herní plán rozložením 19 šestiúhelníkových herních polí (hexů) do jednoho velkého šestiúhelníku, jehož každá strana má délku 3 hexy (uprostřed je řada 5 hexů, nad a pod ní je 4hexová řada a nad a pod nimi je 3hexová řada). Kolem nich se pak položí hexy moří, a to tak, aby se střídaly hexy s čistým mořem a hexy s vyznačenými přístavy. Na hexy s krajinou se umístí žetony s čísly od 2 do 12 (kromě 7) podle abecedního pořadí písmen, která jsou uvedena na rubu žetonů (výjimkou je hex s pouští, na který se žeton nepokládá, ale položí se na něj figurka zloděje). Každý hex kromě pouště produkuje jednu určenou surovinu: les produkuje dřevo, hory rudu, pastviny vlnu, pole obilí a pahorkatina cihly.
Začíná nejstarší hráč, ostatní pak budou hrát v pořadí po směru hodinových ručiček.

### Zahájení hry
Každý hráč si na začátku postaví 2 vesnice a silnice u nich. Vesnice se staví do míst, kde se hexy dotýkají svými rohy, silnice vedou po jejich hranách. Každá vesnice produkuje ty suroviny, jaké produkují hexy, na jejichž rozích stojí. První vesnici hráči staví v pořadí, v jakém budou hrát, druhou v opačném pořadí. Druhá vesnice ihned přinese svému majiteli po jedné surovině z každého hexu, u něhož stojí.

### Průběh hry
Každý hráč, když je na řadě, hodí dvěma šestistěnnými hracími kostkami. Padne-li jiné číslo než 7, pak hexy, na nichž je žeton s tímto číslem, vyprodukují svou surovinu. Každý hráč, který má u tohoto hexu vesnici, dostane jednu kartu s jeho surovinou, kdo u něj má město, dostane 2 tyto karty. Karty se surovinami hráči drží v ruce tak, aby je ostatní neviděli.

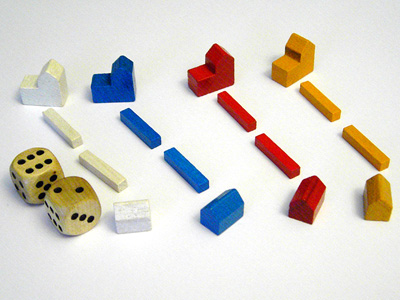
Hrací materiál základní dřvěné verze (v současnosti je prodávána plastová)

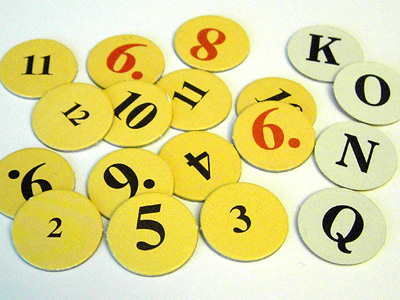
Číselné čipy označující hodnotu hodu k zisku suroviny

Pak hráč může stavět. Ve hře lze postavit jednu z následujících staveb (v závorce je uvedena její cena):
- silnice (1 dřevo, 1 cihla) – vede po hranách hexů, nesmí vést do cizí vesnice nebo města, umožňuje postavení dalších vesnic, navíc kdo postaví nejdelší souvislou silnici o délce nejméně 5 dílků, získává kartu „Nejdelší obchodní cesta“, která je za 2 body
- vesnice (1 dřevo, 1 cihla, 1 obilí, 1 vlna) – stojí na rozích hexů, může být postavena jen na místě, kam vede hráčova silnice, a nesmí sousedit s jinou vesnicí nebo městem; produkuje jednu kartu se surovinou, za každou vesnici (včetně těch dvou, které stojí od začátku) hráč získá 1 bod
- město (2 obilí, 3 rudy) – lze postavit jen v místě, kde už stojí vesnice; produkuje dvě karty surovin namísto jedné, hráč za něj získá 2 body
- akční karta (1 obilí, 1 ruda, 1 vlna) – hráč získá náhodnou akční kartu, na kterou se podívá a položí ji lícem dolů před sebe; zahrát ji smí nejdříve v dalším svém kole. Na kartách může být různý bonus v podobě surovin nebo 1 bodu. Je-li na kartě rytíř, pak hráč ve chvíli, kdy ji zahraje, smí přesunout zloděje a vzít jednu náhodnou kartu se surovinou hráči, který má vesnici nebo město na poli, na které byl zloděj přesunut. Kdo zahraje nejvíce rytířů (nejméně 3), získá kartu „Největší vojsko“ za 2 body.

Nemá-li hráč potřebné suroviny ke stavbě, může obchodovat s ostatními hráči. Učiní jim nabídku (např. „koupím 1 vlnu, dám 1 dřevo“) a pokud některý jiný hráč souhlasí, vymění si příslušné karty se surovinami.
Nezíská-li hráč potřebné suroviny ani obchodováním, může si vyměnit 4 stejné suroviny za jednu libovolnou jinou. Má-li postaven přístav, tedy vesnici nebo město u mořského pobřeží, kde je nápis 3:1, pak může vyměnit 3 stejné suroviny za jednu jinou. Má-li přístav u pobřeží s nápisem 2:1 a symbolem suroviny, pak může vyměnit 2 uvedené suroviny za jednu jinou (např. je-li to symbol obilí, může vyměnit 2 obilí za jednu jinou surovinu).

### Zloděj
Padne-li hráči 7, aktivuje se figurka zloděje a následují tyto 3 kroky:
1. Každý hráč, který má na ruce více než 7 karet surovin, musí zahodit polovinu z nich.
2. Hráč, který je na tahu, vezme figurku zloděje (na začátku hry stojí na poušti) a přesune ji na kterýkoli jiný hex (ne na moře). Když pak padne číslo tohoto pole, pole nevyprodukuje svou surovinu, dokud na něm zloděj bude stát.
3. Hráč, který je na tahu, vytáhne náhodně jednu kartu z ruky jednomu z hráčů, kteří mají u pole se zlodějem svou vesnici nebo město, a vezme si ji k sobě do ruky.

### Konec hry
Hru vyhrává hráč, který získá 10 bodů. Bodování je následující:
- 1 bod za každou vesnici
- 2 body za každé město
- 2 body za kartu „Nejdelší obchodní cesta“, kterou získá hráč, který jako první postaví souvislou silnici o délce 5 nebo více dílků; jakmile jiný hráč postaví delší souvislou silnici, tuto kartu od něj převezme
- 2 body za kartu „Největší vojsko“, kterou získá hráč, který jako první zahraje 3 akční karty rytířů; jakmile jiný hráč zahraje více karet rytířů, tuto kartu od něj převezme
- 1 bod přidávají některé akční karty

## Rozšíření hry
- Rozšíření pro 5 a 6 hráčů: Přináší herní materiál a pravidla pro hru 5 a 6 hráčů.[2]
- Námořníci: Přináší pravidla pro stavbu lodních cest přes moře a kolonizaci zámořských oblastí v herním plánu sestaveném podle zvoleného scénáře (rozšíření jich obsahuje 11). Novým prvkem je hex zvaný „Zlatonosná řeka“, který produkuje libovolnou surovinu, a pirát, který má na moři obdobnou funkci jako zloděj na souši.[3]
- Města a rytíři: Přináší rozšířená pravidla pro výstavbu měst a boj s hordami barbarů. Obsahuje zcela nové akční karty a odlišný mechanismus jejich získávání. Obsahuje tři nové suroviny, nazvané „Obchodní tovar“ (mince, knihy a látka), které produkují města na horách, pastvinách a lesích. Obchodním tovarem se platí za rozšiřování měst, která lze rozšiřovat ve třech směrech na 5 úrovní. Dalším rozšířením jsou rytíři, kteří se pohybují po hracím plánu, lze je kupovat a povyšovat na tři úrovně a používají se k vyhnání zloděje nebo cizích rytířů a k boji s barbary, kteří občas zaútočí na Katan.[4]
- Atlantis: Přináší 10 nových scénářů, které je možné přidat do základní hry, některé i do rozšíření Města a rytíři. Lze hrát jeden scénář nebo jejich téměř libovolnou kombinaci. Každý scénář přináší rozšiřující pravidla, některá jsou velmi jednoduchá, jiná složitější.[5]
- Kupci a barbaři: Přináší do hry 4 nové varianty pravidel, z nichž dvě jsou převzaty jako scénáře z rozšíření Atlantis, a 5 scénářů, z nichž některé byly publikovány již dříve jako malá rozšíření. Je možné hrát současně libovolnou kombinaci variant pravidel a jediný scénář.[6]

### Historické scénáře
Historické scénáře jsou rozšíření, založená na skutečných historických událostech. Dosud vyšla dvě a každé obsahuje dva scénáře. Všechny se hrají na pevné hrací desce (s pevně danými hexy i čísly na nich), která odráží skutečnou oblast, v níž se příslušná událost odehrála.
- Historický scénář I: Alexander Veliký & Cheops[7]
  - Alexandr Veliký: Hráči se stávají poradci Alexandra Velikého, jemuž pomáhají v jeho tažení proti Persii v letech 334 př. n. l. – 324 př. n. l. Hrací deska představuje oblast starověké Makedonie mezi Černým, Středozemním, Kaspickým a Rudým mořem a Indickým oceánem. Alexandr se pohybuje po desce a kdykoli narazí na nějakou událost, hráči pořádají dražbu o právo pomoci mu v jejím zvládnutí. V dražbě se nabízejí suroviny a karty rytířů. Hráči, kteří mu pomohli v nejvíce událostech, dostávají karty Prvního, Druhého a Třetího poradce za 4, 3 a 2 body.
  - Cheops: Hráči se ujímají role staroegyptských šlechtických rodů, kteří mají za úkol postavit faraónovi pyramidu. Hrací deska zobrazuje starověký Egypt na březích řeky Nil spolu s oblastí středního Východu. Každý hráč může kromě stavění kolonie přidat kámen do pyramidy, pokud u ní má vesnici nebo město. Kdo přidá nejvíce kamenů, dostane Faraónovo požehnání za 3 body, kdo nejméně, dostane Faraónovu kletbu a 2 body ztrácí.
- Historický scénář II: Trója & Velká čínská zeď[8]
  - Trója: Rozšíření se odehrává ve starověkém Řecku a zobrazuje válku mezi Trójou a Mykénami. Každý hráč si vylosuje jedno z těchto dvou měst, kterému bude dodávat suroviny, které toto město požaduje. Ostatní hráči nevědí, jaké město si kdo vylosoval. Když dojde k bitvě, vyhraje město, kterému bylo dodáno více surovin. Hráči dostávají bodový bonus podle toho, kolik bitev jejich město vyhrálo.
  - Velká čínská zeď: V tomto rozšíření se hráči stávají princi ve starověké Číně, kteří se snaží stavět Velkou čínskou zeď, aby zabránili útokům Hunů na své kolonie. Každý je odpovědný za výstavbu své části zdi. Čas od času se ke zdi přiblíží útočící Hunové. Pokud se za zdí shromáždí více Hunů, než jaká je úroveň zdi, Hunové zeď překonají a obsadí pole pod ní, odkud je mohou vyhnat jen rytíři. Dojde-li k 5 nebo 7 útokům Hunů (podle počtu hráčů), všichni hráči prohrávají.

## Další hry na podobném principu

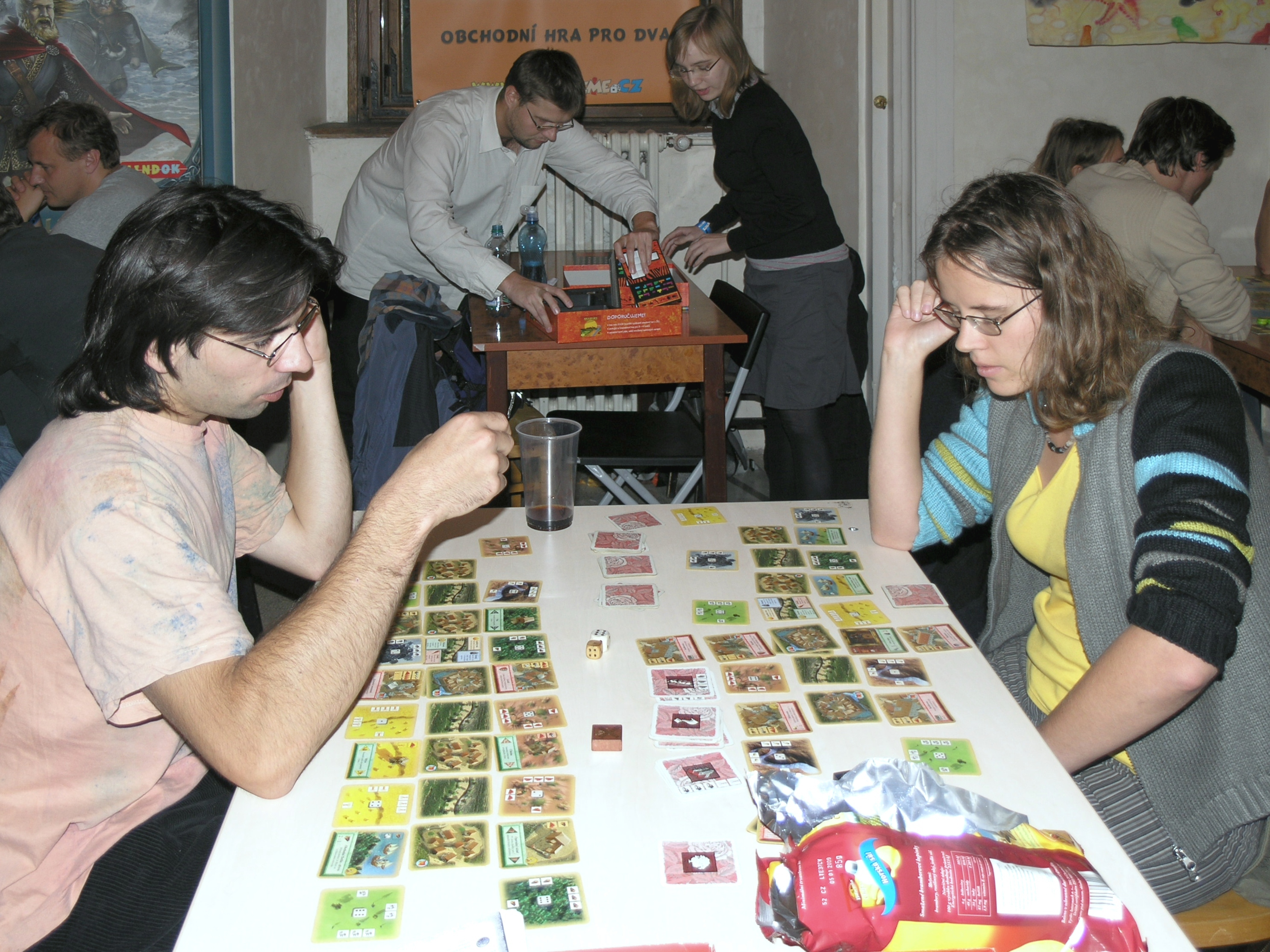
Karetní verze pro dva hráče

- Osadníci z Katanu Junior: Zjednodušená verze hry pro děti od 6 let. Odehrává se v čase před kolonizací Katanu osadníky, kdy byl tento ostrov obsazen námořními piráty. Hráči stavějí pirátská doupata a lodě. Princip hry je stejný, ale hází se jen jednou kostkou a namísto zloděje je zde duch černého piráta.[9]
- Osadníci z Katanu - karetní hra: Karetní hra na principu Osadníků určená pouze pro dva hráče.[10]
- Osadníci z Norimberku: Hra vyšla u příležitosti oslav 950. výročí založení města Norimberk. Hraje se na pevné desce tvořené dvěma částmi – krajinou a městem.[11]
- Osadníci z Katanu - kostky: Od Osadníků se liší zejména tím, že každý hráč má vlastní hrací desku a suroviny se získávají hodem šesti kostek.[12]
- Kosmonauti z Katanu: Hra na stejném principu s tematikou dobývání vesmíru a osídlování planet. Hráči mají vesmírný přístav, v němž stavějí kosmické lodě, na nichž dopravují kolonie ke vzdáleným planetám. Určena pro 3 a 4 hráče, existuje i rozšíření pro 5 až 6 hráčů.[13]
- Hvězdný koráb Katan: Karetní hra pro 2 hráče s podobným tématem jako Kosmonauti z Katanu.[14]